# Anisothecium submacrostomum
Anisothecium submacrostomum là một loài Rêu trong họ Dicranaceae. Loài này được (Broth.) Broth. mô tả khoa học đầu tiên năm 1924.